# 9364 Clusius
A 9364 Clusius (ideiglenes jelöléssel 1992 HZ3) a Naprendszer kisbolygóövében található aszteroida. Eric Walter Elst fedezte fel 1992. április 23-án.
Nevét Charles de L’Écluse (Clusius Károly, Carolus Clusius; 1526–1609) dél-németalföldi botanikus után kapta.